# Liste der tschechischen Botschafter in Osttimor

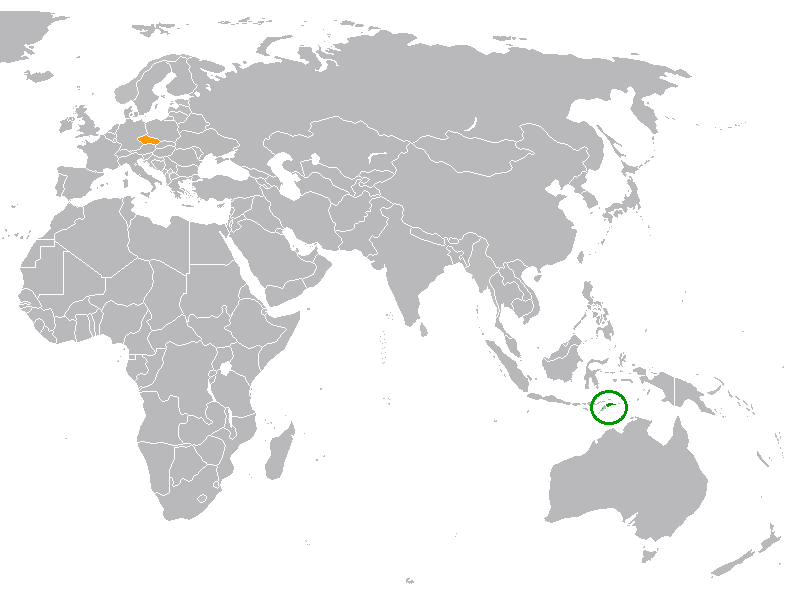
Osttimor (grün) und Tschechien (orange)

Diese Liste führt die tschechischen Botschafter in Osttimor auf.

## Hintergrund

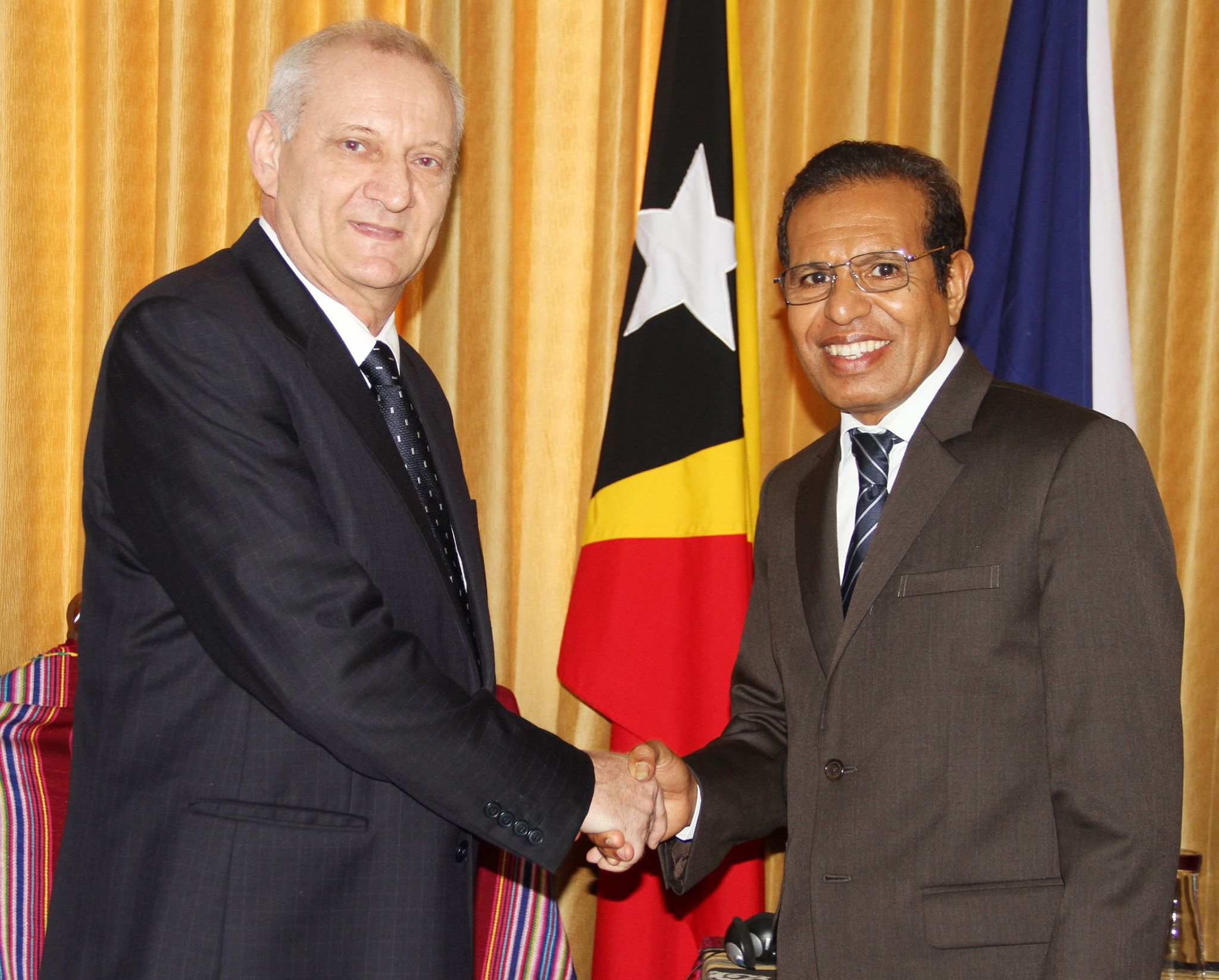
Ivan Hotěk and Taur Matan Ruak (2016)

Diplomatische Beziehungen zwischen den beiden Ländern wurden 2002 aufgenommen. Der Botschafter mit Sitz im indonesischen Jakarta verfügt für Osttimor über eine Zweitakkreditierung und ist außerdem zuständig für Brunei, Papua-Neuguinea, Singapur und den ASEAN.
| Name             | Amtszeit         | Anmerkungen                                                |
| ---------------- | ---------------- | ---------------------------------------------------------- |
| ?                |                  |                                                            |
| Pavel Řezáč      | 2007–2011        | Akkreditierung Osttimor: 1. März 2007                      |
| Tomáš Smetánka   | 2011–2015        | Antritt in Jakarta: Oktober 2011 Dienstende: 19. Juli 2015 |
| Ivan Hotěk       | 2015 (2016)–2021 | seit 2015 in Jakarta Akkreditierung: 15. Juni 2016         |
| Jaroslav Doleček | seit 2021        | Akkreditierung (virtuell): 11. November 2021               |